# Todomondo
Todomondo, znany także jako Locomondo – rumuński zespół muzyczny, reprezentant Rumunii w 52. Konkursie Piosenki Eurowizji w 2007 roku.

## Historia zespołu
Zespół Todomondo został założony w 2007 roku, w jego skład weszli: Andrei Ștefănescu, Bogdan Marian „Mister M” Tașcău, Ciro de Luca, Kamara Ghedi, Valeriu Raileanu i Vlad Crețu. W tym samym roku muzycy zgłosili się do udziału w krajowych eliminacjach eurowizyjnych z utworem „Liubi, Liubi, I Love You” zawierającym słowami w sześciu językach: języku angielskim, włoskim, francuskim, hiszpańskim, rosyjskim i rumuńskim. Pod koniec stycznia wystąpili w pierwszym półfinale selekcji i z pierwszego miejsca awansowali do finału, który ostatecznie wygrali po zdobyciu największego poparcia jurorów i telewidzów, dzięki czemu zostali wybrani na reprezentantów Rumunii w 52. Konkursie Piosenki Eurowizji organizowanym w Helsinkach. Dzięki zajęciu miejsca w pierwszej dziesiątce przez Mihai Trăistariu podczas konkursu w 2006 roku, grupa Todomondo miała zapewnione miejsce w stawce finałowej kolejnego widowiska. 12 maja wystąpili w finale widowiska i zajęli ostatecznie trzynaste miejsce z 84 punktami na koncie, w tym m.in. z maksymalnymi notami 12 punktów od Hiszpanii i Mołdawii.